# Huw Bennett
Huw Bennett (* 11. Juni 1983 in Ebbw Vale, Gwent) ist ein ehemaliger walisischer Rugby-Union-Spieler. Er spielte als Hakler für die walisische Nationalmannschaft und die Ospreys.
Bennett gab sein Nationalmannschaftsdebüt gegen Irland in Vorbereitung der Weltmeisterschaft 2003. Er hatte zuvor für die walisische U19 und U21 sowie die englische U18 gespielt. Er kam bei der WM gegen Kanada und Tonga zum Einsatz.
Bennett war besonders in der Saison 2006/07 erfolgreich, als er 23 Spiele für die Ospreys absolvierte und dabei in der Magners League, im Heineken Cup und im Anglo-Welsh Cup einen Versuch erzielte. Er verletzte sich im abschließenden Magners-League-Spiel, das den Ospreys die Meisterschaft sicherte, so dass er nicht an den Vorbereitungsspielen zur Weltmeisterschaft 2007 teilnehmen konnte. Er kam während der WM zu einem Einsatz gegen Japan.
Unter dem neuen Nationaltrainer Warren Gatland wurde er zum Stammspieler bei den Six Nations 2008, wo Wales den zehnten Grand Slam der Geschichte erreichen konnte. Bennett verlängerte im März des Jahres seinen Vertrag bei den Ospreys bis in das Jahr 2012.
Im Anschluss wechselte er nach Frankreich zu Lyon Olympique Universitaire. Aufgrund einer langwierigen Verletzung kam er zu keinem Einsatz für den Verein und beendete im Juni 2013 seine Karriere.